# 柳亭風枝
柳亭 風枝（りゅうてい ふうし）は、落語の名跡。
古くは柳派で春風亭楓枝として受け継がれてきた名前である。当代は柳亭風枝として名乗っているため初代としている。
- 初代春風亭楓枝 - 後∶二代目柳亭燕路
- 春風亭楓枝 - 後∶四代目都家歌六
- 春風亭楓枝 - 後∶文の家かしく
- 春風亭楓枝 - 後∶七代目春風亭柳枝
- 春風亭楓枝 - 四代目柳亭左楽門人。柳家栄太郎から左右を経て明治40年頃に四代目春風亭柳枝門人となり楓枝となった。本名∶井本 亀之助。

柳亭 風枝（りゅうてい ふうし、1945年7月27日 - ）は、落語家。落語協会所属の真打。本名∶佐藤 治。出囃子は『男はつらいよ フーテンの寅』。東京都葛飾区出身。

## 人物
古典新作何れの場合においても、独自の演出が明るい、柳派系の芸を守る。落語のみならず、落語を基盤とした独特の口上芸を確立。「南京玉すだれ」「居合い抜き」「バナナの叩き売りの口上」「紙芝居」「獅子舞」「江戸茶番」ほか舞踊と多くの余芸にも長じ、イベントやクルーズ客船の出し物に活躍している。
格別居合い抜きの芸は有名で、国外からも評価を受けている。幾つかの映画出演歴もあり、「桃源郷の人々」「次郎物語」などにおいて、個性を活かす役柄を演じている。中国映画「風声」では、お祭り屋台芸人をブッキングしている。
酔いどれ芸「がまの油売り」、あて振り「惚れた女が」は絶品。松本落語会平成23年正月例会に招かれた折に、「竹の水仙」の一席を打ったが、彼の古典を観る機会は少ない上、類い稀な語りの重厚さに絶賛が寄せられた。
また嘗て二つ目のとんぼ時代にはヘルメットを被って革ジャンを身にまとい高座にあがったこともあった。

## 略歴
東京都立葛飾野高等学校卒業。
- 1963年6月 - 二代目三遊亭百生門下で百助を名乗り7月に初舞台。
- 1964年5月 - 百生没に伴い、五代目柳家つばめ門下でとんぼと改名。
- 1967年5月 - 柳家小丸、桂楽之助と共に二ツ目昇進。
- 1974年9月 - つばめ没に伴い、大師匠の五代目柳家小さん門下に移籍。
- 1979年4月 - 二代目柳家菊語楼、橘家二三蔵、柳亭風枝、十代目翁家さん馬、五代目鈴の家馬勇の五人で真打昇進、初代柳亭風枝と改名。

## 弟子一門
ミュージシャン、パフォーマー、パントマイム、職人芸（飴細工、カルメ焼き、七色唐辛子など）、落語に限らぬ芸風を持つバラエティに富む。
- 柳亭風五：バナナの叩き売り、江戸茶番、コミックソング
- 風太（ぷーた）：バナナの叩き売り、七色唐辛子
- 舞（まい）：南京玉すだれ、皿回し
- 佐藤理恵：似顔絵師・錦似顔絵 （スパリゾートハワイアンズ似顔絵コーナーチーフ ）、玉すだれ制作販売
- 風牙（ふうが）：バルーン、縁起物配布
- ルカ：バルーン